# Domingo Achega
Domingo Victorio de Achega, (Buenos Aires, 1781 - 1 de abril de 1859) fue un sacerdote y educador argentino, que fue rector del actual Colegio Nacional de Buenos Aires (entonces Colegio de la Unión del Sud), diputado al Congreso de Tucumán, y gobernador de la Diócesis de Buenos Aires, durante una larga vacante del cargo de obispo.

## Biografía
Se doctoró en teología y se ordenó sacerdote en Córdoba. Poco después de la Revolución de Mayo fue nombrado canónigo de la Catedral de Buenos Aires. Apoyó la política de los partidos moderados durante la década de 1810, y fue diputado a la frustrada Asamblea Nacional de 1812.
En 1814 fue nombrado profesor de filosofía en el "Real Colegio de San Carlos", actual Colegio Nacional de Buenos Aires. En 1816, éste fue reorganizado, y renombrado como "Colegio de la Unión del Sud". El padre Achega fue su primer rector, cargo que ocupó durante 7 años, y mantuvo con su propio dinero varias becas para estudiantes pobres. Ese año fue miembro de la "Junta Reformadora" del Estatuto Provisional del año anterior.
En 1817 fue elegido miembro del cabildo de la ciudad, y fue uno de los autores de las modificaciones al Estatuto Provisional, un código constitucional que no llegaba a ser una constitución. También ese año fue elegido miembro del Congreso Nacional, recién trasladado desde Tucumán, reemplazando en el cargo a José Darragueira. Es mismo año ocupó un tercer cargo público, el de gobernador del obispado de Buenos Aires. Su firme defensa de los principios morales de la Iglesia católica le valió ser separado de su puesto eclesiástico en 1819 por orden del Director Supremo.
Durante la década de 1820 se destacó como opositor a las reformas eclesiásticas del ministro – y después presidente – Bernardino Rivadavia. Participó en la "Revolución de los Apostólicos" en defensa de los bienes de la Iglesia católica en Argentina expropiados por Bernardino Rivadavia y su anticatolicismo de 1823, y como ésta fracasara, se exilió en Uruguay. En esa oportunidad perdió el cargo de director del Colegio. Poco después, éste sería nuevamente reorganizado, como "Colegio de Ciencias Morales".
Regresó a Buenos Aires en 1827, durante el gobierno de Manuel Dorrego, y fue diputado a la Convención Nacional, reunida en Santa Fe al año siguiente. Cuando se desató la guerra civil por la revolución dirigida por Juan Lavalle, apoyó la campaña militar en su contra. Tras la victoria de los federales ocupó nuevamente el cargo de canónigo de la Catedral.
En 1834, en respuesta al pedido del gobernador Juan José Viamonte, escribió uno de los artículos conocidos como "Memorial Ajustado", en que definía y defendía la continuación del patronato regio – de que habían gozado los reyes de España – en manos del gobierno de la provincia; en particular, defendía el derecho del gobierno a nombrar el obispo.
Falleció en Buenos Aires en abril de 1859.